# Lewis D. Campbell

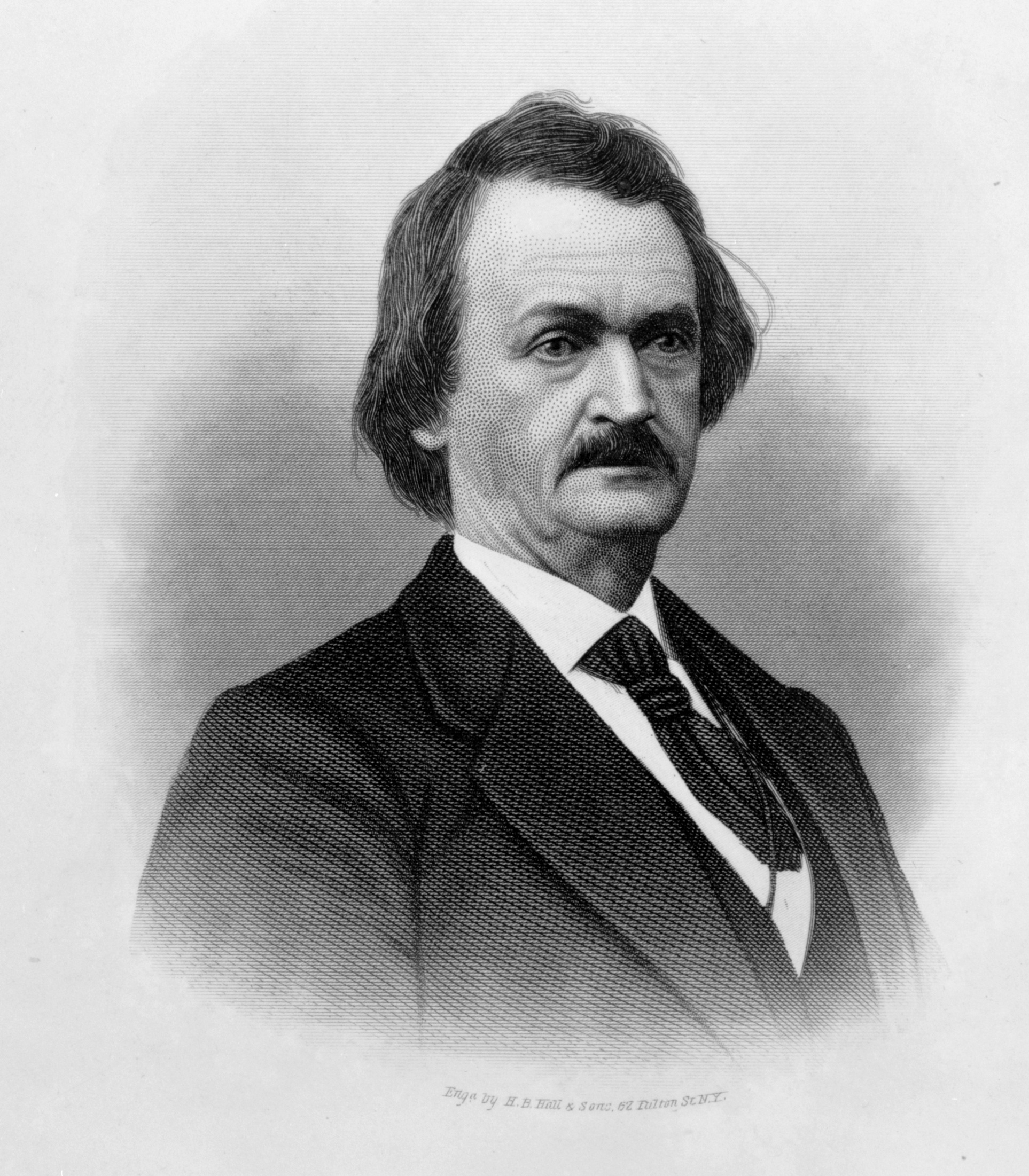
Lewis D. Campbell

Lewis Davis Campbell (* 9. August 1811 in Franklin, Ohio; † 26. November 1882 in Hamilton, Ohio) war ein US-amerikanischer Diplomat und Politiker der United States Whig Party und der Demokratischen Partei. Vom 4. März 1849 bis 25. Mai 1858 und vom 4. März 1871 bis 3. März 1873 war er Mitglied des Repräsentantenhauses der Vereinigten Staaten für den 2. und 3. Kongressdistrikt des Bundesstaates Ohio. Vom 4. Mai 1866 bis zum 16. Juni 1867 war er Gesandter der Vereinigten Staaten in Mexiko.

## Biografie
Lewis Campbell wurde in Franklin als Sohn von Samuel Campbell und Mary Small geboren. Dort besuchte er die öffentlichen Schulen. Von 1828 bis 1831 lernte er die Kunst des Buchdruckes. Anschließend war er Redakteur bei der Cincinnati Gazette. Von 1831 bis 1835 war er Herausgeber einer Zeitung in Hamilton. Während dieser Zeit studierte er Jura und wurde 1835 als Rechtsanwalt zugelassen. Bis 1850 war er als Rechtsanwalt in Hamilton tätig. In den 1840er Jahren war er in der Privatwirtschaft tätig.
Bereits bei den Kongresswahlen 1840, 1842 und 1844 kandidierte Campbell für einen Sitz im US-Repräsentantenhaus, allerdings erfolglos. 1848 schließlich wurde er im 2. Distrikt von Ohio als Kandidat der United States Whig Party ins US-Repräsentantenhaus gewählt. Er folgte dort auf David Fisher. 1850 wurde er wieder gewählt. Nach der Volkszählung von 1850 wurden die Grenzen der Kongressdistrikte in Ohio neu zugeschnitten. Fortan vertrat er den 3. Distrikt. Als sich die United States Whig Party allmählich auflöste, wurde Campbell 1854 als Know-Nothing Candidate wieder ins House gewählt. Dort übernahm er bis 1857 den Vorsitz im Committee on Ways and Means. 1856 schließlich wurde er als parteiloser Kandidat der Republikanischen Partei erneut gewählt. 1858 wurde mit einer 107 zu 100 Mehrheit im House entschieden, das Campbell seines Mandates nicht würdig sei. Er wurde daraufhin ausgeschlossen. Sein Nachfolger wurde Clement Vallandigham.
1861 und 1862 war er Colonel der Union Army im Sezessionskrieg. Er zog sich aufgrund seiner angeschlagenen Gesundheit aus der Army zurück. Von Präsident Andrew Johnson wurde er im Jahr 1866 zum Gesandten der Vereinigten Staaten in Mexiko ernannt. Am 4. Mai 1866 trat er sein Amt an. General William T. Sherman wurde ihm zur Seite gestellt. Zum 16. Juni 1867 gab er sein Amt auf und kehrte nach Ohio zurück.
1869 saß er dann im Staatssenat. 1870 wurde er als Kandidat der Demokratischen Partei erneut im 3. Distrikt von Ohio ins US-Repräsentantenhaus gewählt. 1872 ließ er sich nicht mehr zur Wiederwahl aufstellen.
Campbell war seit 1836 mit Jane Reily verheiratet. Er starb 1882 in Hamilton und wurde dort auf dem Greenwood Cemetery beigesetzt. Sein Neffe, James E. Campbell, saß von 1884 bis 1889 ebenfalls im US-Repräsentantenhaus und war von 1890 bis 1892 der 38. Gouverneur von Ohio.